# Boerewors

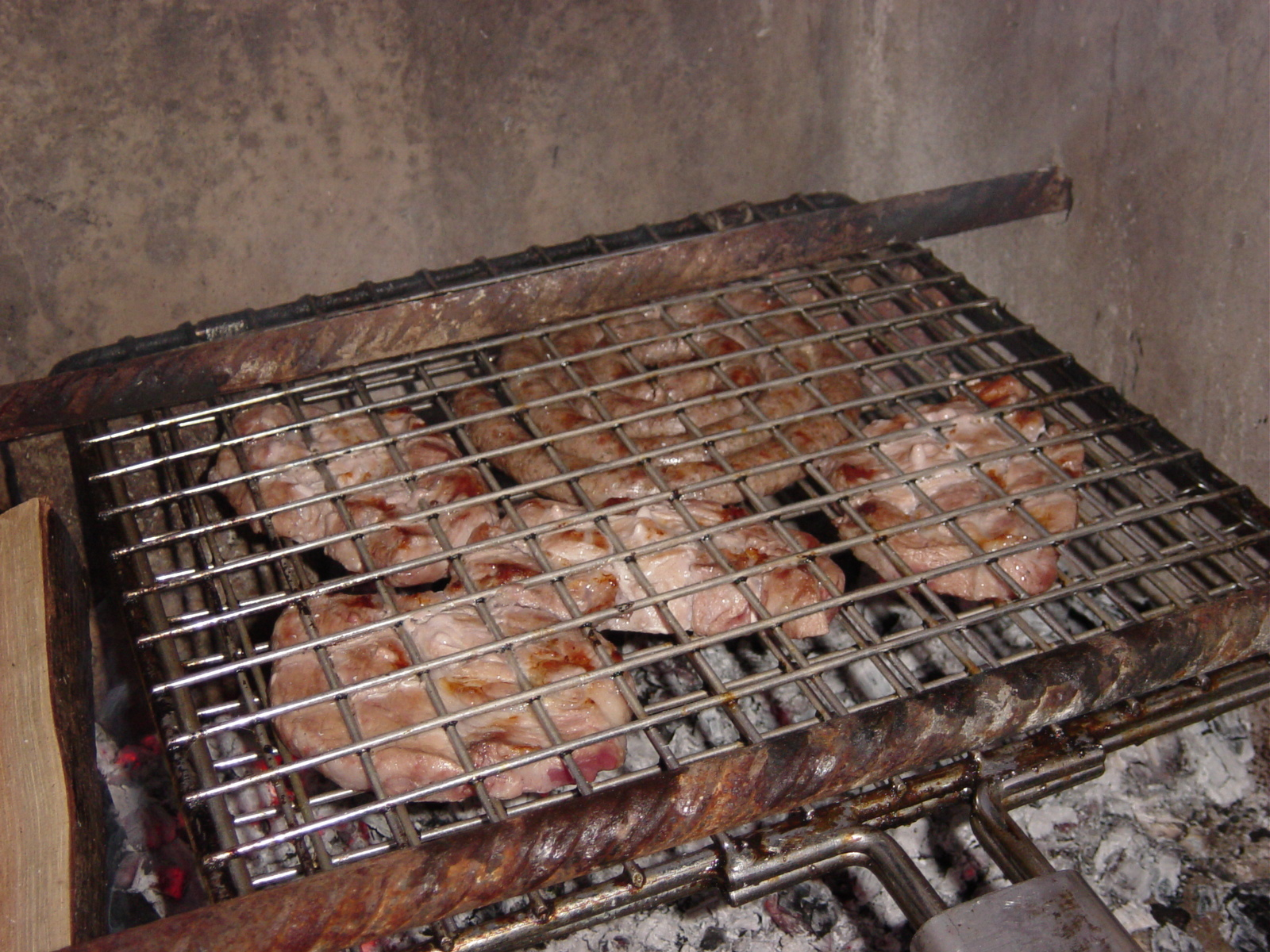
Boerewors na grelha

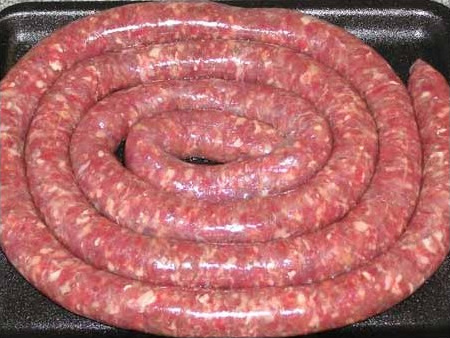
Boerewors crua

Boerewors é uma salsicha fresca tradicional da culinária da África do Sul. O seu nome deriva dos vocábulos boere e wors, oriundos do africânder,  significando respetivamente "agricultor" e "salsicha".

## História
Pensa-se que a boerewors seja baseada numa salsicha holandesa mais antiga, denominada verse worst, embora apresente ingredientes algo diferentes. É preparada com carne de bovino picada grosseiramente (sendo, por vezes, também usadas carnes de porco ou de borrego) e especiarias (frequentemente sementes de coentro torradas, pimenta preta, noz-moscada e cravinho). Contém um elevado teor de gordura, sendo conservada com sal e vinagre. 
A boerewors tradicional é normalmente enrolada numa espiral contínua, após se introduzir a carne temperada no invólucro comestível. É muitas vezes servida com pap, uma papa típica da África do Sul, preparada com farinha de milho. É comum encontrá-la em comunidades de sul africanos na Austrália, Holanda, Reino Unido, Estados Unidos e Irlanda.

## Preparação
A boerewors é muitas vezes grelhada ao ar livre, na brasa, tal como durante os eventos sociais de braai. Pode, no entanto, também ser grelhada num grelhador elétrico ou assada no forno.
Existe também uma variante sul africana do cachorro quente, conhecida como boerie roll. Consiste num pedaço de boerewors num pão de cachorro quente, servido com tomate e molhos condimentados.

## Recorde do Guinness
Em 16 de junho de 2011, o recorde do Guiness para a maior boereworst grelhada foi batido na África do Sul. Media 514,5 m de comprimento e pesava cerca de 420 kg. Esta boerewors foi distribuída gratuitamente a lares da terceira idade.